# لییو، اسپانیا
لییو، اسپانیا (به اسپانیایی: Lillo, Spain) یک شهرستان در اسپانیا است که در Ocaña واقع شده‌است.

## خصوصیات
لییو ۱۵۱ کیلومترمربع مساحت و ۳٬۱۲۶ نفر جمعیت دارد و ۶۸۴ متر بالاتر از سطح دریا واقع شده‌است.